# Helophorus sibiricus
Helophorus sibiricus är en skalbaggsart som först beskrevs av Victor Ivanovitsch Motschulsky 1860.  Helophorus sibiricus ingår i släktet Helophorus och familjen halsrandbaggar. Enligt den finländska rödlistan är arten nära hotad i Finland. Arten är reproducerande i Sverige. Artens livsmiljö är bäckar. Inga underarter finns listade i Catalogue of Life.